# Tetecuintla
Tetecuintla är en ort i Mexiko.   Den ligger i kommunen Huitzilac och delstaten Morelos, i den sydöstra delen av landet, 50 km söder om huvudstaden Mexico City. Tetecuintla ligger 2 416 meter över havet och antalet invånare är 164.
Terrängen runt Tetecuintla är varierad, och sluttar söderut. Runt Tetecuintla är det mycket tätbefolkat, med 1 463 invånare per kvadratkilometer. Närmaste större samhälle är Cuernavaca, 10,2 km söder om Tetecuintla. I omgivningarna runt Tetecuintla växer huvudsakligen savannskog.